# Черея

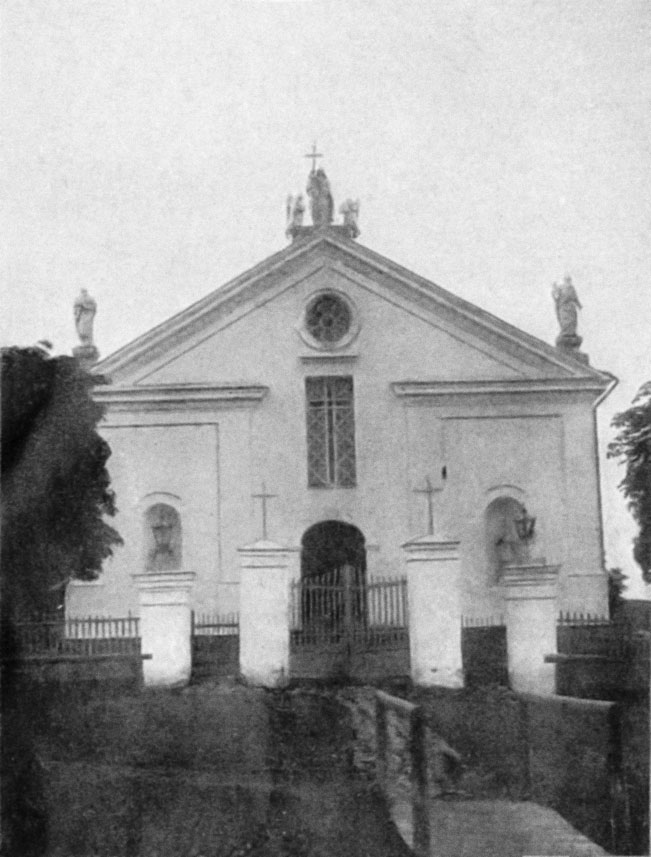
Костёл Михаила Архангела на фото начала XX века (не сохранился)

Чере́я (бел. Чарэя) — агрогородок в Чашникском районе Витебской области Беларуси, в составе Лукомльского сельсовета. В 1924—1931 годах Черея была центром Черейского района.

## География
Агрогородок находится неподалёку от границы с Минской областью в 10 км к юго-востоку от города Новолукомль и в 28 км к юго-востоку от Чашников. Черея стоит у южной оконечности озера Черейское. В селе пересекаются две автодороги: шоссе Р62 Чашники — Березино и дорога Холопеничи — Антополье.

## История
Первое письменное упоминание о Черее датируется 1454 годом в Литовской метрике, когда смоленский епископ Мисаил (впоследствии киевский митрополит) и его брат Михаил основали здесь монастырь. Название вероятнее всего происходит от финского корня «keraja» — собрание, сходка" или от финского же корня «чери» - «место, поросшее кустарником».
Развитие поселения было связано с его местоположением на волоке древнего пути, который связывал верховье р. Лукомка, притока Уллы, бассейн Западной Двины, с верховьем реки Бобр (бассейн Днепра). Некоторые историки считают, что в XV—XVI веках существовало отдельное Черейское княжество, другие это отрицают.
В конце XV века Черея перешла к роду Сапег, став для него одним из важнейших фамильных имений. Первым владельцем был Богдан Сапега, получивший имение в результате женитьбы на княжне Федоре Друцкой-Соколинской. Сапеги владели Череёй и покровительствовали Черейскому монастырю на протяжении 250 лет. После смерти Богдана Сапеги Черея перешла в наследство его сыну Ивану, а затем — к сыну последнего, Ивану Ивановичу.
Особого расцвета Черея достигла при Льве Ивановиче Сапеге. Он восстановил Черейский монастырь, в 1599 году в деревне Белая Церковь в 5 км от Череи построил каменную Свято-Троицкую церковь, которая сохранилась до нашего времени, но пребывает в руинированном состоянии. В самой Черее Лев Сапега в 1601—1604 годах построил Михайловскую церковь, также сохранившуюся до наших дней. В XXI веке начался процесс её постепенной реставрации.
После смерти Льва Сапеги (1633 год) Черея перешла к его сыну — Казимиру (1609—1656), с 1645 года подканцлеру литовскому. Поскольку он был бездетен, после его кончины Черея вместе с другими имениями перешла к его троюродному брату Павлу Сапеге, великому литовскому гетману и воеводе виленскому, который принимал активное участие в русско-польской войне 1654—1667 годов. В 1660 году около Череи состоялся бой между армией Великого княжества Литовского Павла Сапеги и войском князя Хованского. В XVII веке в Черее был построен и католический храм, который, также как и православный, был освящён во имя св. Михаила (не сохранился).
В результате второго раздела Речи Посполитой (1793) Черея оказалась в составе Российской империи, где стала волостным центром Сенненского уезда Могилёвской губернии. В конце XVIII века бывшие черейские владения рода Сапег перешли к другим владельцам, большая часть к семейству Милошей. В 1877 году здесь родился поэт и дипломат Оскар Милош.
Жители местечка принимали активное участие в восстании 1863 года. В 1863 году российские власти открыли здесь церковно-приходскую школу, где обучались от 20 до 30 учеников. Состоянием на 1880 год в Черее было 2 каменных и 198 деревянных жилых домов, каменные церковь и костёл, еврейская молитвенная школа, 2112 жителей.
По Рижскому мирному договору, завершившему советско-польскую войну, Черея осталась на советской стороне. С марта 1924 года в составе БССР, где стала центром сельсовета (с 2004 года — в Лукомльском сельсовете). В июле 1924 года был создан Черейский район (в 1924—1927 годах — в Борисовском округе, в 1927—1930 годах — в Оршанском округе). В годы Великой Отечественной войны Черея находилась под немецкой оккупацией с июля 1941 по июль 1944 года. Евреи села были согнаны в гетто и к марту 1942 года практически все были убиты. В Черее сохранились фрагменты еврейского кладбища и бывшее здание синагоги.

## Достопримечательности
- Православная Михайловская церковь. Построена в 1601—1604 годах. Памятник раннего барокко.

## Известные лица
- Аксянцев, Моисей Израилевич (1897—1965) — врач, патофизиолог, доктор медицинских наук (1937), профессор (1935).
- Вольфсон, Самуил Иосифович (1904—1965) — инженер-механик, специалист в области нефтяного материаловедения, кандидат технических наук.
- Кожарский, Леонард Александрович (род. 1930) — белорусский архитектор.
- Мебиль, Белла Ильинична (1905—1970) — журналист.
- Милош, Оскар (1877—1939) — французский поэт, драматург, прозаик.
- Михал Гамски[пол.] (1905—1966) — деятель польского коммунистического движения.
- Ивановский, Евгений Филиппович (1918—1991) — Герой Советского Союза.
- Демидов, Василий Александрович (1921—1989) — Герой Советского Союза.